# Ossaea munizii
Ossaea munizii är en tvåhjärtbladig växtart som beskrevs av Attila L. Borhidi. Ossaea munizii ingår i släktet Ossaea och familjen Melastomataceae. Inga underarter finns listade i Catalogue of Life.